# باشگاه فوتبال هافیا
باشگاه فوتبال هافیا (انگلیسی: Hafia FC) یک باشگاه فوتبال در شهر کوناکری، گینه است.
این باشگاه که در سال ۱۹۵۱ تأسیس شده سابقه ۱۶ قهرمانی در مسابقات قهرمانی ملی فوتبال گینه و ۴ قهرمانی در جام حذفی فوتبال گینه را در کارنامه دارد.
دوران طلایی هافیا دهه ۷۰ میلادی بود، زمانی که آنها سه بار در سال‌های ۱۹۷۲، ۱۹۷۵ و ۱۹۷۷ قهرمان جام باشگاه‌های آفریقا شدند. در این دوره، آنها یکی از بزرگترین باشگاه‌های آفریقا بودند. بازیکنان آنها شامل پاپا کامارا، عبدالله کیتا و پتی سوری بودند.